# Nicholas Christofilos

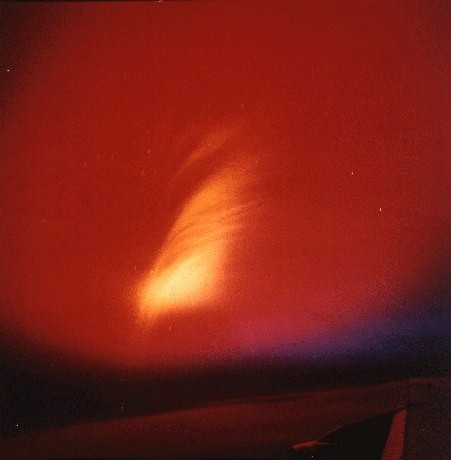
Aurora boreal artificial causada por la detonación de la bomba Starfish Prime.

Nicholas Constantine Christofilos (16 de diciembre de 1916 – 24 de septiembre de 1972) Fue un físico greco-estadounidense.
Christofilos nació en Boston, Massachusetts y fue criado en Grecia. En Atenas, Nicholas estudió ingeniería mecánica y eléctrica.
Se dedicó a trabajar en una compañía de ascensores, pero durante este periodo se comenzó interesar por la física. Comenzó a leer libros de física se convirtió en un autodidacta de la física nuclear.
En 1946 desarrollo ideas para el Sincrotrón y en 1949 concibió el principio del enfoque intenso. Pero en ver de publicarlo en una revista, él registro una patente en Estados Unidos y Grecia. 
Su descubrimiento pasó desapercibido por varios años hasta que el principio del enfoque intenso fue redescubierto en 1952 y aplicado a los aceleradores de partículas de Brookhaven, Universidad Cornell y el CERN.
Su descubrimiento explicaba un curioso fenómeno de las partículas. Cuando electrones libres caían a un campo magnético dentro de una cámara de vacío, los electrones parecían seguir el camino del campo magnético.
A Christofilos se le ofreció un puesto en Brookhaven en 1953. En 1956 se unió al Laboratorio de Radiación Lawrence Livermore.
Cuando se unió al JASON Defense Advisory Group se convirtió en el líder de la operación Argus. El objetivo de esto era comprobar sus hipótesis, el efecto Christofilos, utilizando como objeto de estudio el mismo planeta Tierra. Christofilos pretendía hacer estallar bombas nucleares con el fin de comprobar como reaccionaria esta radiación con el campo magnético terrestre. Si sus hipótesis eran correctas servirían para ser utilizadas como arma en la desactivación de satélites enemigos. Christofilos comprobó sus teorías, pero la aplicación conjunta de radiación y campo magnético como arma no funcionó.
A principios de la década de 1960 Christofilos propuso que las ondas de baja frecuencia extrema (ELF) eran una forma práctica de comunicarse con submarinos.